# 艾比安·阿積迪
阿爾比安·阿耶蒂（1997年2月26日—）是一位瑞士足球運動員，現效力於土耳其足球超级联赛球隊加斯安塔，場上司职前锋。他的哥哥埃林德·阿耶蒂及他的孖生弟弟阿多尼斯·阿耶蒂也是職業足球員。

## 球員生涯

### 球會
阿耶蒂孖生兄弟於2005年在巴素利青年軍開始足球生涯，與此同時，他們的哥哥埃林德·阿耶蒂從巴塞爾康戈迪亞青年軍轉會過來巴素利青年軍。 在2011–12和2012–13賽季，艾比安·阿耶蒂在巴素利U16比賽中出戰，並與該隊一起兩次成為該級別的瑞士冠軍。在2012-13賽季，他還參加巴素利U18隊。2013年4月30日，雙胞胎兄弟倆人都與球會簽下第一份職業合同，也因此成為正式球員。在2013-14賽季，他被邀請加入巴素利U21球隊。
艾比安·阿耶蒂於2013-14賽季晉升上巴素利一隊，其後分別效力奧格斯堡及聖加倫，再於2017年10月2日回歸巴素利。2019年8月8日，阿耶蒂以8百萬磅轉會至韋斯咸。2020年8月13日，阿耶蒂加入凯尔特人。

## 國家隊
阿耶蒂曾先後為國家隊的U15、U16、U17、U18、U20、U21青年軍出戰。2015年8月，因為其父母是阿爾巴尼亞人被當時的阿爾巴尼亞國家足球隊主教練吉安尼·德比亞西向瑞士傳媒宜佈計畫召艾比安·阿耶蒂為阿爾巴尼亞出戰2016年歐洲國家盃外圍賽。
阿耶蒂於2018年9月8日初次為瑞士國家隊以後備上陣，入替布雷爾·安保路，並於此場大勝冰島6-0的歐洲足協國家聯賽比賽中射入國際賽首個入球。

## 外部連結
- Soccerway資料庫：艾比安·阿積迪
- Albian Ajeti （页面存档备份，存于） profile on Swiss Football League Website
- 艾比安·阿積迪－UEFA國際賽競賽紀錄